# گوئرینو توسلو
گوئرینو توسلو (ایتالیایی: Guerrino Tosello؛ زادهٔ ۱۴ اکتبر ۱۹۴۳) دوچرخه‌سوار اهل ایتالیا است.